# Aphilopota cydno
Aphilopota cydno är en fjärilsart som beskrevs av Louis Beethoven Prout 1954. Aphilopota cydno ingår i släktet Aphilopota och familjen mätare. Inga underarter finns listade i Catalogue of Life.